# Parapagurodes
Parapagurodes is een geslacht van kreeftachtigen uit de klasse van de Malacostraca (hogere kreeftachtigen).

## Soorten
- Parapagurodes laurentae McLaughlin & Haig, 1973
- Parapagurodes makarovi McLaughlin & Haig, 1973